# La Malapianta
La Malapianta è un libro scritto da Nicola Gratteri e Antonio Nicaso

## Il libro
Nel libro Nicola Gratteri, Procuratore aggiunto della Repubblica presso il Tribunale di Reggio Calabria, descrive la 'ndrangheta un fenomeno criminale di portata internazionale. Il libro è un dialogo con Antonio Nicaso, esperto della mafia calabrese. Il racconto del libro è supportato da fonti storiche e documenti giudiziari ed indagini alle quali ha collaborato lo stesso magistrato. Il libro analizza tutti i business che la 'ndrangheta ha portato avanti: i sequestri di persona, il traffico di droga, il pizzo, il riciclaggio del denaro sporco, lo smaltimento illegale di rifiuti radioattivi.

## Le inchieste
Le inchieste alle quali ha partecipato Nicola Gratteri sono quelle della mafia della Locride degli anni 1980, della faida di San Luca e della strage di Duisburg.

## Le analisi
Il racconto, mette in risalto un dato importante, quello di una mafia potente a livello mondiale, con il controllo quasi totale della droga e quello di una regione tra le più povere d'Europa, la Calabria. Nel libro gli autore descrive la divisione del territorio di Reggio Calabria e provincia in tre mandamenti, per porre fine ad una faida interna ai clan, descrivendo i rapporti commerciali tra i capi della Locride e di San Luca che gestiscono numerose attività commerciali sparsi per il mondo. A rivelare la potenzialità economica della 'ndrangheta, bastano pochi dati: il suo fatturato annuo è di circa 40 miliardi di euro, il 3% del Pil in Italia, il ricavo della droga è di circa 28.000 milioni di euro. Con il tempo la 'ndrangheta è riuscita ad infiltrarsi nella pubblica amministrazione. La conferma è del 1995 , quando il comune di Bardonecchia (Torino) è stato sciolto per infiltrazioni mafiose. Questa, a giudizio del magistrato Nicola Gratteri, è la "malapianta" descritta nel libro.

## I libri sulla mafia
- Fratelli di sangue, Luigi Pellegrini Editore
- Il grande inganno. I falsi valori della 'ndrangheta, Luigi Pellegrini Editore
- Cosenza 'ndrine sangue e coltelli. La criminalità organizzata in Calabria, Luigi Pellegrini Editore